# 07-й меняет курс
«Ноль-седьмой меняет курс» — российский остросюжетный художественный фильм 2007 года режиссёра Владимира Потапова, снятый по повести Евгения Месяцева «Охота на балерину».
Фильм снят в 2006 году, вышел на экраны 12 апреля 2007 года. За первые выходные сборы фильма составили, по разным оценкам, 1,1—1,8 миллиона рублей.

## Сюжет
Российский инженер Ольга Краснова разработала комплекс РЭБ «Горгона», позволяющий делать любые самолёты невидимыми для средств ПВО. Самолёт «Ту-160», базирующийся на авиабазе «Энгельс» и оснащённый этим комплексом, готовят к совместным с НАТО военным учениям в Атлантическом океане. К этим же учениям одновременно готовятся международные террористы, получившие заказ от американских военных на захват комплекса «Горгона» и пообещавшие захватить комплекс вместе с самолётом и разработчиком «Горгоны» на борту.
С помощью системы спутникового перехвата, установленной на самолёт предателем, террористам удаётся взять управление самолётом в свои руки. Они начинают вести его на свою базу, расположенную на одном из океанских островов. Вначале террористы действовали под руководством американцев, однако потом решили развязать Третью мировую войну, запустив с самолёта ракету по натовской военной базе Тексел.
Высшее военное командование России готово к тому, чтобы сбить самолёт, но командир Ту-160 Виктор Кирсанов убеждает Верховного главнокомандующего дать экипажу время попытаться разблокировать управление и предотвратить пуск ракеты по американской базе. Сначала экипажу удаётся обезвредить ракету. Затем американские космонавты блокируют спутник, через который велось управление самолётом, и таким образом возвращают управление экипажу. Экипаж получает от российской разведки координаты базы террористов и уничтожает её с помощью ракеты.

## В ролях
| Актёр                   | Роль                                                                 |
| ----------------------- | -------------------------------------------------------------------- |
| Сергей Маховиков        | Виктор Сергеевич Кирсанов, подполковник ВВС, командир экипажа Ту-160 |
| Анна Тараторкина        | Ольга Александровна Краснова, старший лейтенант ВВС, инженер         |
| Сергей Баталов          | Олег Петрович Булыгин, майор ВВС, штурман Ту-160                     |
| Дмитрий Муляр           | Леонид Рыбиков, капитан ВВС, 2-й пилот Ту-160                        |
| Дмитрий Калачёв         | командующий военно-космическими силами                               |
| Самвел Асатрян          | 1-й пилот тренажёра                                                  |
| Батраз Годзоев          | 2-й пилот тренажёра                                                  |
| Игорь Старосельцев      | российский адмирал Бахтеев                                           |
| Владимир Потапов        | командир самолёта ДРЛОиУ                                             |
| Алексей Артёмов         | Второй пилот самолёта ДРЛОиУ                                         |
| Юрий Маслак             | офицер самолёта ДРЛОиУ                                               |
| Валерий Афанасьев       | начальник генштаба                                                   |
| Александр Терешко       | командир полка                                                       |
| Олег Комаров            | Бондаренко, подполковник ВВС Украины, 1-й пилот Ан-12                |
| Наталья Унгард          | пастушка                                                             |
| Владимир Никитин        | главный конструктор                                                  |
| Виктория Кастро         | девица Лестора                                                       |
| Кямран Абдулаев         | Юрка                                                                 |
| Владимир Марьев         | советник президента США                                              |
| Алексей Шебалов         | адъютант президента США                                              |
| Олег Шеремет            | астронавт                                                            |
| Лиза Максимова          | астронавт-женщина                                                    |
| Руслан Чураков          | второй пилот АН-12                                                   |
| Никита Померанцев       | полковник в ЦУП                                                      |
| Александр Гришанин      | лётчик у клуба                                                       |
| Игорь Басов             | 1-й лётчик СУ-27                                                     |
| Александр Гостев        | 2-й лётчик СУ-27                                                     |
| Владимир Ефремов        | вахтенный офицер                                                     |
| Владимир Меньшов        | Президент России                                                     |
| Борис Клюев             | Президент США                                                        |
| Михаил Жигалов          | дед Кирсанов                                                         |
| Борис Галкин            | Краснов (отец Ольги)                                                 |
| Георгий Мартиросян      | Бикс                                                                 |
| Олег Казанчеев          | Гафур, командир международных террористов                            |
| Рамиль Сабитов          | Азиз, старший помощник Гафура                                        |
| Александр Рапопорт      | Лестер                                                               |
| Ярослав Потапов         | Алёша, сын Кирсанова                                                 |
| Роман Мадянов           | майор особого отдела Константинов                                    |
| Игорь Воробьёв          | Сергей, авиационный техник                                           |
| Михаил Ремизов          | министр обороны РФ                                                   |
| Юрий Осипов             | главком ВВС                                                          |
| Анатолий Котенёв        | генерал-лейтенант Трофимов                                           |
| Александр Клюквин       | директор ФСБ                                                         |
| Владимир Кондратьев     | директор службы внешней разведки                                     |
| Елена Бушуева-Цеханская | Людка                                                                |
| Виктор Тереля           | американский адмирал                                                 |
| Владимир Денисов        | командир авианосца                                                   |
| Виктор Пипа             | оператор в бункере                                                   |